# Willam City

## Caractéristiques techniques
- Dimensions hors tout : 2 050 × 1 280 × 1 480 mm
- Moteur Innocenti, monocylindre deux temps ; puis moteur BCB ; puis moteur Lawil

Cylindrée : 125, 175, 250 cm3
Puissance : 5,6 ch à 5500 tr/min (125 cm3) ; 8,45 ch à 5500 tr/min (175 cm3); 12 ch (250 cm3)
Compression : 7,5:1 (125 cm3 Innocenti) ; 7,1:1 (175 cm3) puis 9:1 (125 cm3 BCB) et 8,5:1 (250 cm3)
Carburateur Dellorto SH1/20
Refroidissement par air forcé (soufflante)
Lubrification par mélange 4 %
- Transmission

transmission par arbre et flectors vers le pont arrière (rigide)
Embrayage : 4 disques en bain d'huile puis monodisque à sec
Boîte de vitesses : 4 rapports 
marche arrière : par inversion (les 4 vitesses en marche avant sont utilisables en marche arrière) ; puis 4 rapports + marche arrière
- Suspensions par ressorts hélicoïdaux puis par ressorts à lames transversales

Amortissement hydraulique
- Pneumatiques : 400 × 8" puis 400 × 10"
- Direction

par boîtier (système avec roue et vis sans fin) puis par crémaillère (les deux systèmes sont de Fiat 500)
diamètre de braquage : 6,80 m
- Électricité

démarreur/générateur : Dynastart Bosch
Batterie : 12 V  25 Ah
- Poids à vide : 300 kg
- Vitesse maxi. : env. 50 km/h (125 cm3) ; env. 70 km/h (175 cm3); env. 80 km/h (250 cm3)
- Consommation : env. 4,5 l/100 km (Innocenti) ; env. 8 l/100 km (BCB)
- Réservoir : 15 litres
- Fabrication : à partir de 1967